# Нікітін Андрій Іванович
Андрі́й Іва́нович Нікі́тін (23 червня 1927, Богуслав — 18 лютого 2006, Київ) — український науковець-кібернетик, інформатик, фахівець з програмного забезпечення. Доктор технічних наук (1975), професор (1978). Лауреат Державної премії УРСР в галузі науки і техніки (1972) та премії Ради Міністрів СРСР (1986). Розробник програмного забезпечення до низки електронно-обчислювальних машин і керівних обчислювальних систем, зокрема «Нева-1М» та «Дніпро-2», низки автоматичних систем керування.
Понад 40 років — науковий співробітник Інституту кібернетики АН УРСР (1958—2000), багаторічний завідувач відділу системного математичного забезпечення. Один із перших співробітників Спеціального конструкторського бюро математичних машин і систем, у якому працював майже 30 років (1963—1992). Автор понад 130 наукових робіт, послідовник київської наукової школи академіка Віктора Глушкова з імітаційного моделювання.

## Життєпис
Народився 23 червня 1927 року в смт (нині місто) Богуслав на Київщині.
У 1957 році закінчив фізико-математичний факультет Казанського державного університету імені В. І. Ульянова-Леніна. У 1958 році переїхав до Києва, де обійняв посаду інженера, пізніше наукового співробітника Інституту кібернетики АН УРСР. Багато років керував відділом системного математичного забезпечення.
З 1963 року — один із перших співробітників новоствореного Спеціального конструкторського бюро математичних машин і систем (СКБММС). Тоді ж здобув науковий ступінь кандидата технічних наук, захистивши дисертацію на тему «Разработка алгоритмов самонастройки и их реализация на цифровой управляющей машине в системе автоматизации бессемеровского цеха».
З 1967 року — завідувач відділу з розробки загальносистемного програмного забезпечення СКБММС. У 1975 році захистив дисертацію та здобув науковий ступінь доктора технічних наук. Через три роки затверджений у вченому званні професора за спеціалізацією «Автоматизированные системы переработки информации и управления».
Після заснування на базі СКБММС Інституту проблем математичних машин і систем НАН України у 1992 році увійшов до складу співробітників цієї установи. Деякий час працював також у Міжгалузевому науково-дослідному інституті «Ритм».
Жив у Києві, в будинку № 32а на бульварі Дружби народів. Помер на 79-му році життя 18 лютого 2006 року.

## Наукова діяльність
Автор понад 130 наукових робіт, послідовник київської наукової школи академіка Віктора Глушкова з імітаційного моделювання. Науковий керівник і консультант низки докторів і кандидатів наук.
На початку 1960-х років відповідав за алгоритмізацію процесу автоматизованої повалки бесемерівського конвертора за допомогою електронної обчислювальної машини. Маючи великий практичний досвід, на базі цього експериментального методу написав кандидатську дисертацію 1963 року. Спільно, зокрема, з Віктором Глушковим і Володимиром Михалевичем, розробив перший ескізний проєкт Єдиної державної мережі обчислювальних центрів. Наприкінці десятиліття керував роботами з розробки системного математичного забезпечення, зокрема для керівного обчислювального комплексу «Дніпро-2».
У 1970-ті роки — очільник розробки програмного забезпечення для керівного комплексу «Нева-1М» і системи польотних випробувань літаків «Темп». Спільно з Тадеушем Мар'яновичем, керував створенням проблемно-орієнтованих пакетів на базі мови моделювання НЕДИС: СИМПО, САУККС, ПАРК тощо. У 1972 році, разом із колегами, нагороджений Державною премією УРСР в галузі науки і техніки «за розробку і впровадження автоматизованої системи керування гальванічними лініями на підприємстві з багатономенклатурним характером виробництва».
Наприкінці 1970-х — на початку 1980-х років став співрозробником системи автоматизації виробництва програм (АПРОП — рос. Система автоматизации производства программ), за що нагороджений премією Ради Міністрів СРСР. В останнє десятиліття життя досліджував питання стратегій і механізмів безпеки, став одним зі співавторів законів України «Про електронний документ і електронний документообіг» і «Про цифровий підпис», керував технічним комітетом зі стандартизації «Банківські та фінансові системи і технології».

## Науковий доробок (частковий)
- Использование электронных вычислительных машин для автоматизации бессемеровского процесса / В. М. Глушков, Л. Н. Дашевский, А. И. Никитин // Автоматика и телемеханика. — 1960. — № 6. — С. 877—883.
- АКД-АВТОКОД машины "Днепр-2 / Е. М. Лаврищева, А. И. Никитин, Л. Г. Усенко [и др.]. — Киев: ИК АН УССР, 1962. — 98 с.
- Разработка алгоритмов самонастройки и их реализация на цифровой управляющей машине в системе автоматизации бессемеровского цеха: диссертация кандидата технических наук : 05.00.00. — Киев, 1963. — 162 с. : ил.
- Электронная машина варит сталь / А. И. Никитин, К. С. Гаргер, Б. В. Ляудис. — Киев: Наукова думка, 1964. — 58 с. : ил.
- Операционные системы и связь человека с ЭВМ: [Сборник статей] / АН УССР, Науч. совет по проблеме «Кибернетика», Ин-т кибернетики ; [Отв. ред. канд. техн. наук А. И. Никитин]. — Киев: ИК, 1975. — 86 с. : черт.
- Программный пакет решения статической задачи межотраслевого баланса. — Киев: [б. и.], 1977. — 35 с. : ил.
- Вопросы проектирования преобразователей формы информации / [А. И. Кондалев, А. Н. Никитин, В. А. Багацкий и др.] ; Под общ. ред. д-ра техн. наук А. И. Кондалева ; АН УССР, Ин-т кибернетики. — Киев: Наук. думка, 1977. — 243 с. : ил.
- Операционные системы и технология программирования: [Сб. статей] / АН УССР, Науч. совет по пробл. «Кибернетика», Ин-т кибернетики; [Отв. ред. А. И. Никитин, И. В. Вельбицкий]. — Киев: ИК, 1979. — 94 с. : ил.
- Программное обеспечение вычислительных сетей и систем реального времени: тезисы докладов всесоюзной конференции, 15-17 декабря 1981 г. / [отв. ред. А. И. Никитин]. — Киев: ИК, 1981. — 179 с.
- Некоторые вопросы стандартизации программного обеспечения графических систем / М. А. Курилов, В. В. Манако, А. И. Никитин. — Киев: ИК, 1981. — 35 с.
- Программное обеспечение ЭВМ: Сб. науч. тр. / АН УССР, Науч. совет по пробл. «Кибернетика», Ин-т кибернетики им. В. М. Глушкова; [Редкол.: А. И. Никитин (отв. ред.) и др.]. — Киев: ИК, 1982. — 81 с. : граф.
- Управляющий комплекс для коммутационных систем связи «Нева-1М» / А. Г. Кухарчук, А. И. Никитин, Л. А. Струтинский // Управляющие системы и машины. — 1982. — № 5. — С. 11–16.
- Системы оптимизации программ / Б. В. Архангельский, А. И. Никитин. — Киев: Технiка, 1983. — 167 с. : ил.
- Эффективная организация вычислений и численные методы: Сб. науч. тр. / АН УССР, Науч. совет по пробл. «Кибернетика», Ин-т кибернетики им. В. М. Глушкова; [Редкол.: А. И. Никитин (отв. ред.) и др.]. — Киев: ИК, 1983. — 110 с. : ил.
- Пакет машинной графики ГРАС. Основные принципы и понятия / В. В. Манако, А. И. Никитин. — Киев: ИК АН УССР, 1984. — 33 с.
- Пакет машинной графики ГРАС. Подпрограммы базисного вывода / В. В. Манако, А. И. Никитин. — Киев: Ин-т кибернетики им. В. М. Глушкова АН УССР, 1984. — 38 с. : ил.
- Локальные и распределенные системы обработки данных: Сб. науч. тр. / АН УССР, Науч. совет по пробл. «Кибернетика», Ин-т кибернетики им. В. М. Глушкова; [Редкол.: А. И. Никитин (отв. ред.) и др.]. — Киев: ИК, 1984. — 78 с. : ил.
- Программное обеспечение ВЦКП и сетей ЭВМ: Сб. науч. тр. / АН УССР, Науч. совет по пробл. «Кибернетика», Ин-т кибернетики им. В. М. Глушкова; [Редкол.: А. И. Никитин (отв. ред.) и др.]. — Киев: ИК, 1985. — 67 с. : ил.
- Системная и сетевая телеобработка данных: сборник научных трудов / АН УССР, Науч. совет по пробл. «Кибернетика», Ин-т кибернетики им. В. М. Глушкова ; [редкол.: А. И. Никитин (отв. ред.) и др.]. — Киев: ИК, 1986. — 66,6 с. : ил.
- Глобальное непротиворечивое состояние распределенных баз данных / А. И. Никитин, А. А. Алиев, С. В. Гостилова. — Киев: ИК, 1988. — 21 с. : ил.
- Проблемы разработки и внедрения программного обеспечения ЭВМ и систем: Сб. науч. тр. / АН УССР, Ин-т кибернетики им. В. М. Глушкова, Науч. совет по пробл. «Кибернетика»; [Редкол.: А. И. Никитин (отв. ред.) и др.]. — Киев: ИК, 1988. — 138,11 с. : ил.
- Автоматизация обработки данных в океанографических исследованиях / Е. А. Алексеенко, А. И. Никитин, Б. А. Платонов; АН УССР, Ин-т кибернетики им. В. М. Глушкова. — Киев: Наук. думка, 1989. — 132,[1] с. : ил.
- Синхронизация прикладных процессов в распределенных системах обработки данных. К., 1995

## Нагороди
- 1972 — Державна премія УРСР в галузі науки і техніки — «за розробку і впровадження автоматизованої системи керування гальванічними лініями на підприємстві з багатономенклатурним характером виробництва»
- 1985 — премія АН УРСР імені С. О. Лебедєва — «за цикл робіт з теорії інформаційних мереж та її застосування»
- 1986 — премія Ради Міністрів СРСР — «за технічну реалізацію системи АПРОП»